# Fußballclub Viktoria Köln 1904
Il Fußballclub Viktoria Köln 1904 e. V., in italiano Viktoria Colonia, è una squadra di calcio tedesca con sede a Colonia, città della Renania Settentrionale-Vestfalia. Gioca le partite casalinghe nello Sportpark Höhenberg e milita nella 3. Liga, la terza serie del calcio tedesco.

## Storia
Il club viene fondato nel 1904 come FC Germania Kalk, ma in seguito si fonde con altre squadre e cambia denominazione più volte. Vince però nel 1926 - come VfR Köln 04 rrh.- il titolo della Germania Occidentale; in questo modo il partecipa al campionato nazionale, ma non supera il primo turno.
Nel 1933 il campionato tedesco viene riorganizzato dal regime nazista, e il VfR gioca nella Gauliga Mittelrhein. Ottiene qui due vittorie, nel 1935 e nel 1937, ma anche in questi casi la partecipazione alla fase nazionale è breve. Nel 1943 si registra invece l'unione con il Mülheimer SV 06, anch'esso vincitore per due volte della Mittelrhein. In seguito questo campionato viene frazionato, e il neonato club gioca nella Gauliga Köln-Aachen fino al termine della seconda guerra mondiale.
Nel dopoguerra in Germania tutte le squadre vengono rifondate, e il VfR torna ad unirsi al Mülheimer; nasce così il Rapid Köln, che partecipa brevemente all'Oberliga West. Nel 1957 il Rapid si unisce poi con il Preußen Dellbrück, squadra arrivata alle semifinali nazionali nel 1950, e viene così creato il Viktoria Colonia. La squadra continua a militare nell'Oberliga West, e partecipa anche alla Coppa delle Fiere 1962-1963: viene però eliminata nel primo turno dal Ferencváros.
Nel 1963 si gioca in Germania Ovest la prima stagione della Bundesliga, ma il club viene inserito in uno dei gironi dell'allora seconda serie, la Regionalliga West. Passa però buona parte degli anni settanta in terza divisione, finché con una promozione si ritrova nel 1978 in Zweite Bundesliga. Qui ottiene un quarto posto nel 1980, ma retrocede l'anno successivo.
Il Viktoria rimane in terza serie fino al 1994, anno in cui una nuova unione dà vita al Preußen Köln; il Viktoria Köln nasce invece nuovamente nel 2010, e dal 2012 milita in Regionalliga, ora quarta serie nazionale. Dalla stagione 2019-2020 milita in 3. Liga, chiudendo al 12º posto la prima annata.

## Palmarès

### Competizioni nazionali
- Fußball-Regionalliga: 1

2016-2017 (Regionalliga Ovest), 2018-2019 (Regionalliga Ovest)

### Competizioni regionali
- Gauliga Mittelrhein: 2

1934-1935, 1936-1937
- Oberliga: 2

1997-1998, 2011-2012

### Altri piazzamenti
- Campionato tedesco:

Semifinalista: 1949-1950

## Organico

### Rosa 2023-2024
| N. |                     | Ruolo | Calciatore         |
| -- | ------------------- | ----- | ------------------ |
| 1  | Germania (bandiera) | P     | Ben Voll           |
| 2  | Germania (bandiera) | D     | Lars Dietz         |
| 3  | Germania (bandiera) | D     | Michael Schultz    |
| 4  | Germania (bandiera) | C     | Jeremias Lorch     |
| 6  | Germania (bandiera) | D     | Stefano Russo      |
| 7  | Germania (bandiera) | D     | Simon Handle       |
| 8  | Germania (bandiera) | C     | Donny Bogićević    |
| 9  | Germania (bandiera) | A     | André Becker       |
| 10 | Germania (bandiera) | C     | David Philipp      |
| 11 | Kosovo (bandiera)   | A     | Valdrin Mustafa    |
| 12 | Kosovo (bandiera)   | C     | Albion Vrenezi     |
| 13 | Germania (bandiera) | C     | Luca de Meester    |
| 14 | Germania (bandiera) | C     | Joel Udelhoven     |
| 15 | Germania (bandiera) | D     | Christoph Greger   |
| 16 | Germania (bandiera) | C     | Florian Engelhardt |

| N. |                          | Ruolo | Calciatore              |
| -- | ------------------------ | ----- | ----------------------- |
| 17 | Germania (bandiera)      | C     | Florian Heister         |
| 19 | Germania (bandiera)      | C     | Bryan Henning           |
| 20 | Germania (bandiera)      | D     | Sisco Ngambia Dzonga    |
| 21 | Germania (bandiera)      | C     | Suheyel Najar           |
| 23 | Germania (bandiera)      | C     | Moritz Fritz (capitano) |
| 24 | Germania (bandiera)      | P     | Kevin Rauhut            |
| 25 | Germania (bandiera)      | P     | Elias Bördner           |
| 28 | Germania (bandiera)      | D     | Patrick Koronkiewicz    |
| 30 | Germania (bandiera)      | C     | Luca Marseiler          |
| 33 | Germania (bandiera)      | D     | Jonah Sticker           |
| 35 | Germania (bandiera)      | D     | Zoumana Keita           |
| 37 | Germania (bandiera)      | C     | Niklas May              |
| 38 | Corea del Sud (bandiera) | A     | Hong Seok-ju            |
| 39 | Germania (bandiera)      | D     | David Kubatta           |